# San Juan Tecuaco
San Juan Tecuaco é uma cidade da Guatemala do departamento de Santa Rosa. 